# Steve Jordan (Musiker, 1957)

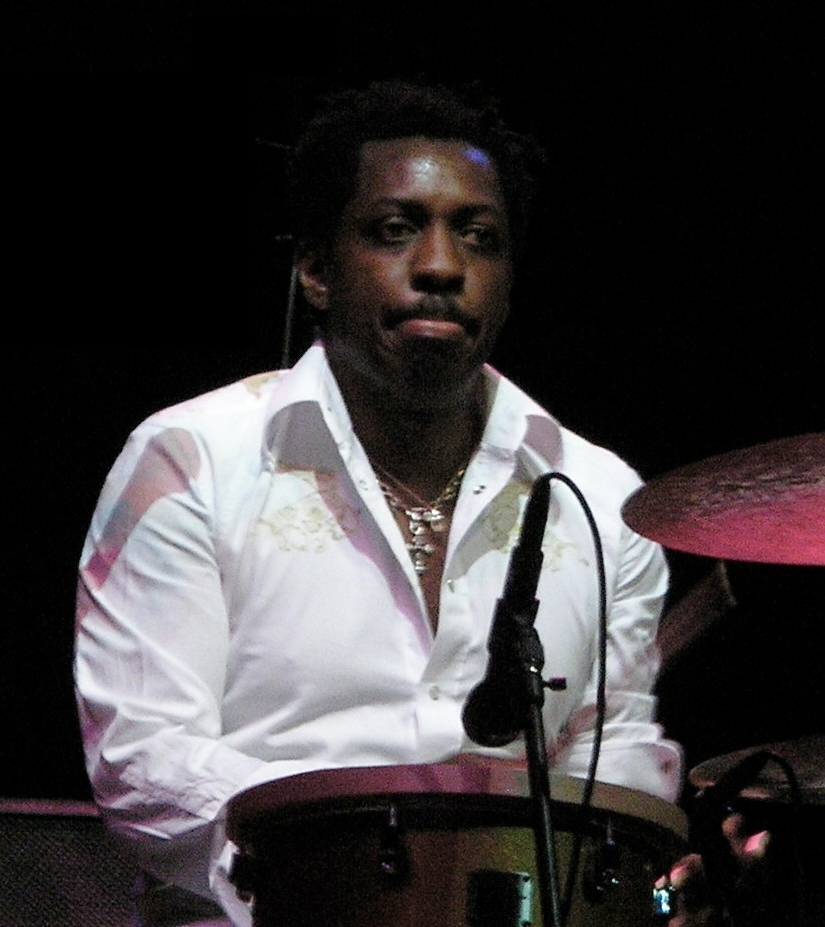
Steve Jordan als Mitglied des John Mayer Trio, 2006

Steve Jordan (* 14. Januar 1957) ist ein US-amerikanischer Produzent, Songschreiber und Schlagzeuger der Rolling Stones. In den 1970er und 1980er Jahren war er Mitglied der Bands der Fernsehshows Saturday Night Live und Late Night with David Letterman.
In den frühen 1980er Jahren war Jordan Mitglied der Band „Eye Witness“, zusammen mit Anthony Jackson am Bass und Manolo Badrena am Schlagzeug. Seit Mitte der 1980er Jahre ist Jordan auch Mitglied der X-Pensive Winos, dem Nebenprojekt des Rolling-Stones-Gitarristen Keith Richards. Jordan und Richards waren Produktions- und Songwriting-Partner bei vielen Solowerken von Richards. Im Jahr 2005 wurde er Mitglied des John Mayer Trios. Danach war Jordan Mitglied der Band „The Verbs“, die von ihm und seiner Frau Meegan Voss geleitet wurde. Auf der No Filter Tour der Rolling Stones vertrat Jordan im August 2021 erstmals den erkrankten Schlagzeuger Charlie Watts. Seit der Musiker im selben Monat verstarb, wurden die Auftritte der Rolling Stones mit Steve Jordan als Schlagzeuger fortgesetzt.

## Frühere Jahre
Jordan besuchte die High School of Music and Art in New York City und machte 1974 seinen Abschluss. Er war noch Teenager, als er Ehrenmitglied von Stevie Wonders Band „WonderLove“ wurde. Außerdem war er 1976 Aushilfsschlagzeuger in der Band „Stuff“  und spielte mit Joe Cocker auf dessen Amerika-Tournee. In den 1970er Jahren spielte er Schlagzeug in der Saturday Night Live-Band. Jordan spielte auch in der New Yorker „24th Street Band“ mit Will Lee, Clifford Carter und Hiram Bullock, die später zu The World's Most Dangerous Band wurde und in Japan große Erfolge feierte. Als John Belushi und Dan Aykroyd in den späten 1970er Jahren als The Blues Brothers auf Tournee gingen, war Jordan ihr Schlagzeuger und wirkte auf dem daraus resultierenden Album unter dem Namen Steve „Getdwa“ Jordan mit. In dem gleichnamigen Film trat er jedoch nicht auf. Außerdem spielte er von 1982 bis 1986 Schlagzeug für Paul Shaffers World's Most Dangerous Band bei Late Night with David Letterman.

## X-Pensive Winos und Chuck Berry
Zusammen mit seinem Shaffer-Kollegen Anton Fig wirkte Jordan 1986 bei der Veröffentlichung des Rolling-Stones-Albums Dirty Work mit, als die Beteiligung von Charlie Watts Mitte der 1980er Jahre unterbunden wurde. Keith Richards engagierte Jordan daraufhin, um auf Aretha Franklins Cover von „Jumpin’ Jack Flash“ für einen gleichnamigen Film zu spielen.
Laut Richards fragte Jordan ihn auf dem Rückflug von Arethas Aufnahmesession in Detroit immer wieder, ob er in den kommenden Dokumentarfilm von Taylor Hackford Hail! Hail! Rock 'n' Roll, einer Hommage an Chuck Berry, aufgenommen werden könne. Richards hatte gehofft, Charlie Watts in das Projekt einbeziehen zu können, aber als sich dies als undurchführbar erwies, wurde Jordan angeheuert, der in vielen Szenen mit Berry und Richards auftrat. Der Erfolg dieses Projekts führte zu Jordans Mitgliedschaft in Keith Richards and the X-pensive Winos, einer Band, die mit Richards tourte und zwei Alben aufnahm, Talk is Cheap (1988) und Main Offender (1992). Jordan war Co-Produzent beider Alben und schrieb zusammen mit Richards die Songs. Eine dieser Kollaborationen schaffte es 1989 über die Albumversion von Rolling Stones Steel Wheels in die Billboard Hot 100: „Almost Hear You Sigh“ erreichte im Dezember desselben Jahres Platz 50 (USA) und 31 (Großbritannien).

## The Verbs
Jordan gründete eine Band mit seiner Frau Meegan Voss, der Frontfrau der Mädchen-Punkbands „The PopTarts“ und „The Antoinettes“, und sie tourten und nahmen unter dem Bandnamen „The Verbs“ auf. Ihre Musik wurde als „Der perfekte Cocktail aus Girlgroup, Brit-Pop, Country, Ska und Rock and Roll“ beschrieben. Im Jahr 2007 tourten sie durch Japan, um ihr erstes Album And Now… The Verbs. Auf ihr Debütalbum folgte Trip, die nächste Veröffentlichung von Jordan und Voss. Wie bei ihrer vorherigen Veröffentlichung sind auf diesem Album Tamio Okuda an der Leadgitarre, Pino Palladino am Bass und zusätzliche klassische Gitarrenarbeit von Danny „Kootch“ Kortchmar zu hören. The Verbs spielten ihren ersten Gig außerhalb von Earth Fare im Rockwood Plaza, Forest City, NC.

## Karriere als Produzent und Künstler
Jordan hat mit Künstlern wie Don Henley, John Mellencamp, Andrés Calamaro, Cat Stevens, Bob Dylan, Sonny Rollins, BB King, Stevie Nicks, Sheryl Crow, Neil Young, Jon Spencer Blues Explosion, Kelly Clarkson und vielen anderen aufgenommen. Er ist auf der DVD von James Taylor aus dem Jahr 1998, Live at the Beacon Theatre, zu sehen.
Jordan hat sich mit dem Album Take Your Shoes Off von Robert Cray und dem Album Bring ’Em In von Buddy Guy zu einem Grammy-Award-gekrönten und -nominierten Produzenten entwickelt. Er hat auf unzähligen Platten mitgewirkt, von Alicia Keys „If I Ain’t Got You“ bis hin zu Bruce Springsteens Devils and Dust, produziert er weiterhin Werke wie das mit dem Grammy Award ausgezeichnete John-Mayer-Album Continuum (2006), John Scofields That’s What I Say, Possibilities von Herbie Hancock, sowie 23rd St. Lullaby und Play It As It Lays mit Patti Scialfa.
Im Jahr 2006 wurde Jordan Mitglied von Eric Claptons Tourband für Claptons „European Tour 2006“, die sieben ausverkaufte Shows in der Royal Albert Hall beinhaltete. Er blieb auch 2007 in Claptons Band, als diese durch Nordamerika tourte.
Im Jahr 2008 produzierte Jordan das dritte Album der Los Lonely Boys, Forgiven, auf den East Side Stages in Austin, Texas, und spielte auf einem Stück Schlagzeug.
2009 erhielt Jordan eine weitere Grammy-Award-Nominierung – den Grammy Award for Best Compilation Soundtrack Album for a Motion Picture, Television or Other Visual Media, für seine Arbeit an der Filmmusik für den Film Cadillac Records.
Im Jahr 2013 produzierte Jordan das Boz-Scaggs-Album Memphis.

## John Mayer Trio
Jordan ist Mitglied des John Mayer Trio, eines Bluesrocks Power-Trio, das aus Jordan (Schlagzeug und Backgroundgesang), dem Bassisten Pino Palladino und dem Gitarristen und Sänger John Mayer besteht. Die Gruppe wurde 2005 von Mayer gegründet, um von seiner Pop-Akustik-Karriere abzuweichen. Das Trio veröffentlichte das Album Try! am 22. November 2005. Das 11-Track-Live-Album enthält Coversongs wie „Wait Until Tomorrow“ von Jimi Hendrix und „I Got a Woman“ von Ray Charles, zwei Songs von Mayers Veröffentlichung Heavier Things sowie neue, von Mayer geschriebene Songs, zusätzlich zu drei von Jordan, Mayer und Palladino geschriebenen Liedern. Diese sind: „Good Love Is On the Way“, „Vultures“ und „Try“. Jordan und Mayer produzierten das Album auch gemeinsam für das Label Columbia Records.

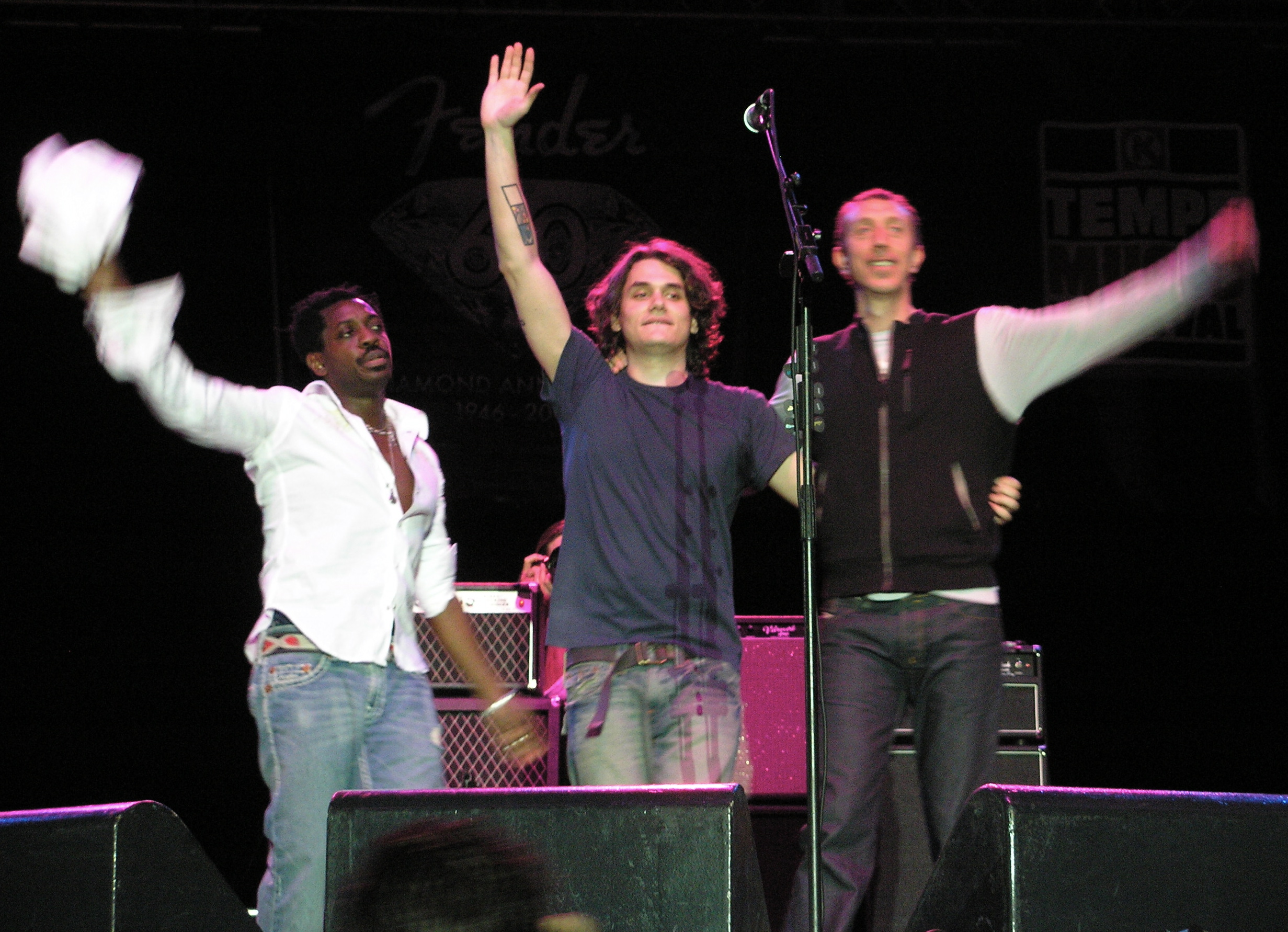
Links nach rechts: Steve Jordan, John Mayer, und Pino Palladino

Das Trio trat auch am 8. Dezember 2007 in Los Angeles, Kalifornien, im L.A. Live Nokia Theatre im Rahmen der 1st Annual Holiday Charity Revue auf, die Spenden für verschiedene Wohltätigkeitsorganisationen in Los Angeles sammelte. Auf der DVD/CD mit dem Titel Where the Light Is: John Mayer Live in Los Angeles sind Palladino am Bass und Jordan am Schlagzeug zu hören.
Später arbeitete Jordan mit Mayer und Charlie Hunter zusammen und schrieb „In Repair“, den 11. Track von Mayers 2006er Album Continuum. Jordan trug auch zu Mayers viertem Album „Battle Studies“ bei; Videos der Konzeptions-/Aufnahmesessions können auf YouTube angesehen werden.

## The Rolling Stones
Am 5. August 2021 wurde bekannt gegeben, dass Jordan für den erkrankten Rolling-Stones-Schlagzeuger Charlie Watts auf deren US-No Filter Tour einspringen werde. Seit Charlie Watts Ende desselben Monats verstarb, werden die Auftritte der Rolling Stones unter Steve Jordan fortgesetzt. So wurde Steve Jordan auch bei der Europa-Tournee im Juni und Juli 2022 am Schlagzeug besetzt und wirkte an der Fertigstellung des neuen Stones-Albums Hackney Diamonds mit.

## Super Soul Band
Jordan gehört auch zu einer All-Star-Funkgruppe, die „die Idee einer Supergroup neu definiert“. Die Band besteht aus Jordan am Schlagzeug, Wayne Cobham, Eddie Allen, Clifton Anderson und Clark Gayton in der Bläsersektion, Willie Weeks am Bass, Mix Master Mike, Isaiah Sharkey, und Ray Parker Jr. an der Gitarre.

## Instrumente
Jordan spielt Yamaha-Schlagzeug, Paiste-Becken und Remo-Schlagzeugfelle. Er hat Signature-Schlagzeugstöcke von Vic Firth.
Trommeln: Yamaha Maple Custom
- 14" x 6.5" Snare Drum oder 13" x 6.5" Steve Jordan Signature Snare Drum
- 20" x 16" Bass Drum
- 12" x 8" Rack Tom
- 14" x 14" Floor Tom

Becken:
- 17" Signature Traditionals Thin Crash (als Hi-hat Top)
- 17" Signature Dark Energy Crash (als Hi-hat Bottom)
- 20" Masters Dark Crash Ride
- 22" Traditionals Light Ride

Felle:
- Jordan promoted Remo-Felle und verwendet Coated Vintage A’s und Coated Ambassadors auf den Toms und Snares und entweder ein Coated Powerstroke 3 oder ein Coated Ambassador auf der Bassdrum.

Stöcke:
- Steves Signature-Sticks (Hickory, L = 16 ½", Durchm. = 0.525") sind leicht und lang und sorgen für guten Anschlag und Sound an Schlagzeug und Becken. Jordan diskutiert ihre Verwendung in einem Video-Interview für Vic Firth.[14]

## Diskografie

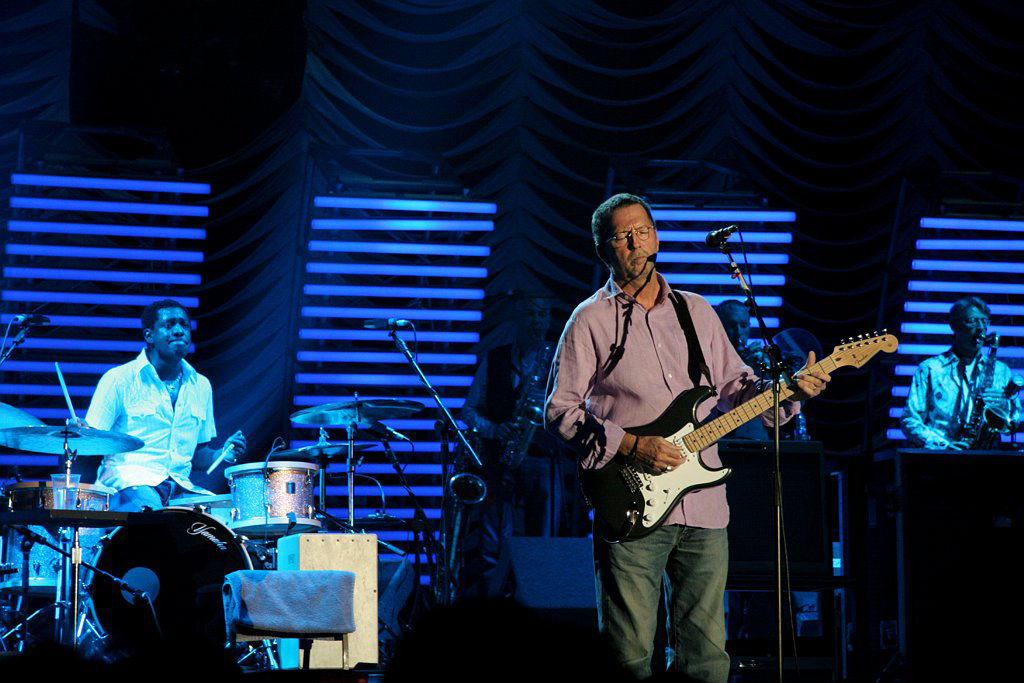
Steve Jordan, links, mit Schlagzeug, bei einem Auftritt von Eric Clapton während des Crossroads Guitar Festival im Jahr 2007

### Mit den Blues Brothers
- Briefcase Full of Blues, 1978
- Made in America, 1980
- Best of the Blues Brothers, 1981
- Dancin' Wid Da Blues Brothers, 1983
- Everybody Needs the Blues Brothers, 1988
- The Definitive Collection, 1992
- The Very Best of The Blues Brothers, 1995
- The Blues Brothers Complete, 2000
- The Essentials, 2003

### Als Begleiter
Mit Patti Austin
- Havana Candy (CTI, 1977)

Mit Bunky Green
- Visions (Vanguard, 1978)

Mit Don Pullen
- Montreux Concert (Atlantic, 1977)

Mit Booker T. & the M.G.’s
- That's The Way It Should Be (Columbia, 1994)

Mit Cat Stevens
- Back to Earth (Island Records, 1978)

Mit B.B. King
- Deuces Wild (MCA Records, 1997)

Mit Ivan Neville
- If My Ancestors Could See Me Now (Polydor Records, 1988)
- Thanks (Iguana Records, 1995)

Mit Bruce Springsteen
- Devils & Dust (Columbia Records, 2005)
- Wrecking Ball (Columbia Records, 2012)

Mit Andrés Calamaro
- Alta Suciedad (Gasa, 1997)

Mit Keith Richards
- Talk Is Cheap (Virgin, 1988)
- Main Offender (Virgin, 1992)
- Crosseyed Heart (Republic, 2015)

Mit Feargal Sharkey
- Wish (Virgin Records, 1988)

Mit Candi Staton
- Chance (Warner Bros. Records, 1979)

Mit Josh Groban
- Bridges (Reprise Records, 2018)
- Harmony (Reprise Records, 2020)

Mit George Benson
- In Your Eyes (Warner Bros. Records, 1983)

Mit Nicole Renée
- Nicole Renée (Atlantic Records, 1998)

Mit Neil Young
- Landing on Water (Geffen, 1986)

Mit LeAnn Rimes
- Spitfire (Curb Records, 2013)
- Remnants (RCA Records, 2016)

Mit Don Henley
- The End of the Innocence (Geffen, 1989)

Mit Roberta Flack
- Roberta (Atlantic Records, 1994)

Mit Bonnie Tyler
- Faster Than the Speed of Night (Columbia Records, 1983)

Mit Mark Ronson
- Uptown Special (Columbia Records, 2015)

Mit Ziggy Marley
- Dragonfly (Private Music, 2003)

Mit Andrew Strong
- Strong (MCA Records, 1993)

Mit John Scofield
- Who's Who? (Arista, 1979)
- Electric Outlet (Gramavision, 1984)
- That's What I Say: John Scofield Plays the Music of Ray Charles (Verve Records, 2005)

Mit Kelly Clarkson
- Stronger (RCA Records, 2011)

Mit Steve Cropper
- Dedicated – A Salute to the 5 Royales (429 Records, 2011)

Mit Major Harris
- How Do You Take Your Love (RCA Records, 1978)

Mit Steven Van Zandt
- Freedom – No Compromise (EMI, 1987)

Mit Debbie Gibson
- Think with Your Heart (EMI, 1995)

Mit Alicia Keys
- The Diary of Alicia Keys (J Records, 2003)
- As I Am (J Records, 2007)

Mit Bruno Mars
- Unorthodox Jukebox (Atlantic Records, 2012)

Mit Aretha Franklin
- Aretha (Arista Records, 1986)

Mit Casey Abrams
- Casey Abrams (Concord, 2012)

Mit James Taylor
- New Moon Shine (Columbia Records, 1991)

Mit Rod Stewart
- Soulbook (J Records, 2009)

Mit John Mayer
- Heavier Things (Columbia, 2003)
- Continuum (Columbia, 2006)
- Battle Studies (Columbia, 2009)
- The Search for Everything (Columbia, 2017)

Mit John Mayer Trio
- Try! (Columbia, 2005)

Mit Sam Phillips
- The Indescribable Wow (Virgin Records, 1988)

Mit Beyoncé
- I Am… Sasha Fierce (Columbia Records, 2008)

Mit Vince Gill
- Down to My Last Bad Habit (MCA Records, 2016)

Mit Mike Stern
- Upside Downside (Atlantic, 1986)

Mit Cyndi Lauper
- At Last (Epic Records, 2003)

Mit Amanda Marshall
- Tuesday's Child (Epic Records, 1999)

Mit Billy Joel
- River of Dreams (Columbia Records, 1993)

Mit Sheryl Crow
- C'mon, C'mon (A&M Records, 2002)
- Threads (Big Machine Records, 2019)

Mit Solomon Burke
- Like a Fire (Shout! Factory, 2008)

Mit Boz Scaggs
- Dig (Virgin Records, 2001)
- Memphis (429 Records, 2013)
- A Fool to Care (429 Records, 2015)

Mit Garland Jeffreys
- Don't Call Me Buckwheat (BMG, 1991)
- Wildlife Dictionary (RCA Records, 1997)
- The King of In Between (Big Lake, 2011)
- Truth Serum (Luna Park, 2013)

Mit Stevie Nicks
- Rock a Little (Parlophone Records, 1985)

Mit J. J. Cale und Eric Clapton
- The Road to Escondido (Reprise Records, 2006)

Mit Cissy Houston
- Cissy Houston (Private Stock Records, 1977)
- Face to Face (BMG, 1996)
- He Leadeth Me (A&M Records, 1997)

Mit John Mellencamp
- Cuttin' Heads (Columbia Records, 2001)

Mit Herbie Hancock
- Possibilities (Hear Music, 2005)

Mit Bob Dylan
- Down in the Groove (Columbia Records, 1988)

Mit Donald Fagen
- The Nightfly (Warner Bros. Records, 1982)

Mit Melanie
- Phonogenic – Not Just Another Pretty Face (Midsong International, 1978)

Mit Michael Franks
- The Camera Never Lies (Warner Bros. Records, 1987)

Mit Eric Clapton
- Live in San Diego (Reprise, 2006, 2017)
- Forever Man (Reprise, 2015)

Mit Steve Khan Eyewitness
- Eyewitness (Antilles, 1981)
- Modern Times (also released as Blades) (Trio/Passport, 1982)
- Casa Loco (Antilles, 1984)

Mit Robben Ford
- Tiger Walk (Blue Thumb, 1997)

Mit Mixmaster Mike
- Beat Odyssey 2020 (Jay-Vee Records, 2020)